# Пері-кала
Пері-кала (азерб. Pəri qala) — фортеця, розташована на північний захід від села Юхари Чардахлар Загатальського району Азербайджану. Побудована, за одними даними, в III—IV ст., згідно з іншими — в XII—XIII ст. або наприкінці XIV століття. Згідно з розпорядженням Кабінету Міністрів Азербайджанської Республіки Про історичні та культурні пам'ятки, фортеця Пері є пам'ятником архітектури національного значення .
За словами історика Мухаммеда Гаджіахмедова, фортеця, згідно з переказами, була побудована в період Сасанідів у IV—V ст. На відміну від інших фортець, розташованих на території Азербайджану, фортеця Пері відрізняється тим, що вона висічена в горі .

## Будівництво та розташування фортеці
Фортеця Пері розташована за 300 метрів від села Юхари Чардахлар на стрімкій частини гори, на висоті 150—200 метрів від землі. Загальна площа фортеці дорівнює близько 30 квадратних метрів. Для того, щоб дістатися до фортеці існувала висічена зі скелі стежка шириною 1-1,5 метра, залишки якої збереглися й донині.
Всередині фортеці розташовано три кімнати. Стежка, що веде до фортеці, є важкодоступною і робить фортеця практично недосяжною. За словами історика Мухаммеда Гаджіахмедова, колись у фортеці існували сходинки, які з часом зруйнувалися. Також, за Гаджіахмедовим, до фортеці були проведені водяні канали за допомогою очеретяних труб .

## Легенди про фортецю
Історик Мухаммед Гаджіахмедов заявляє, що сама назва села (Чардахлар) також пов'язана з фортецею. Так, слово «Чартак» означає «храм вогню на скелі». Згідно з іншою легендою, в цій фортеці ховалася рятуючися від іноземних загарбників дівчина на ім'я Пері і, щоб не здатися ворогові, вона кинулася з цієї фортеці, після чого фортецю стали називати фортецею Пері . За припущеннями Гаджіахмедова, назва «Фортеця Пері» могла з'явитися в VIII столітті, в період арабських завоювань. Гаджіахмедов також зазначає, що колись біля підніжжя фортеці була якась могила, яка з часом також зруйнувалася .
Деякі дослідники, згідно інформації Гаджіахмедова, відносять споруду фортеці до XII—XIII століть або до періоду правління Еміра Тимура, тобто до кінця XIV століття. Так, згідно з іншою легендою, військам Тимура, які намагалися взяти фортецю, протистояли війська, якими командувала жінка на ім'я Пері. Коли Тимуру доповіли про неприступність фортеці, той заявив, що особисто візьме фортецю і зробить її захисницю своєю жінкою. Однак, Пері відмовилася здатися військам Тимура і після довгих боїв Тимуру вдалося взяти фортецю. Пері ж, щоб не здатися ворогові, кинулася вниз зі скелі. Передбачається, що після цієї події фортеця могла називатися фортецею Пері.

## Фільм «Пері Гала»
У 2007 році кінокомпанія «Наріманфільм» зняла короткометражний художній фільм «Пері Гала», дії якого розгорталися навколо фортеці. Режисером фільму був Ільгар Сафат.  Зйомки фільму проходили в селі Юхари Чардахлар, жителі якого також були зайняті в картині.